# Rangaeris trachypus
Rangaeris trachypus là một loài thực vật có hoa trong họ Lan. Loài này được (Kraenzl.) Guillaumin miêu tả khoa học đầu tiên năm 1959.